# Iyang-myeon
Iyang-myeon (koreanska: 이양면) är en socken i kommunen Hwasun-gun i provinsen Södra Jeolla i den södra delen av Sydkorea, 300 km söder om huvudstaden Seoul.